# Otto Heinrich Hirschler
Otto Heinrich Hirschler (Henry Otto Hirschler) (* 14. Dezember 1913 in Darmstadt; † 2. Februar 2001 in Huntsville (Alabama)) war ein deutsch-amerikanischer Raketenpionier.

## Leben
Er studierte Elektrotechnik an der TH Darmstadt und kam in den späten 1930ern in das Team von Wernher von Braun. Als Assistent von Helmut Hölzer arbeitete er in der Heeresversuchsanstalt Peenemünde an der Flugsimulation.
Nach Kriegsende kam er in der Operation Overcast am 16. November 1945 von Le Havre an Bord der Argentina in die USA, wo er bis 1947 in Fort Bliss für die U.S. Armee und später in Huntsville für die NASA arbeitete. 1970 war er der letzte Deutsche, der am Marshall Space Flight Center arbeitete.
Otto Heinrich Hilscher war verheiratet mit Ilse, die 1989 starb, und hatte 6 Kinder (5 Söhne und 1 Tochter).